# Finnhamn
Finnhamn är en by på ön Stora Jolpan i Stockholms norra skärgård. Finnhamn ligger öster om Ingmarsö och cirka en sjömil sydsydväst om Husarö. Finnhamn, som har en sammanlagd areal motsvarande knappt en kvadratkilometer, består av det sammanhängande landområdet Stora Jolpan-Idholmen och ön Lilla Jolpan, som har en gångbroförbindelse över till Stora Jolpan. På Stora Jolpans nordostsida går den livligt trafikerade Husaröleden förbi som löper i nord-sydlig riktning från Furusund ner till Möja och vidare söderut över Kanholmsfjärden. Finnhamn är ett populärt utflyktsmål i Stockholms skärgård och nås med Waxholmsbåt året runt. Ögruppen har både en mycket välbesökt naturhamn och gästhamn. Finnhamn ägs och förvaltas av Skärgårdsstiftelsen.

## Historia

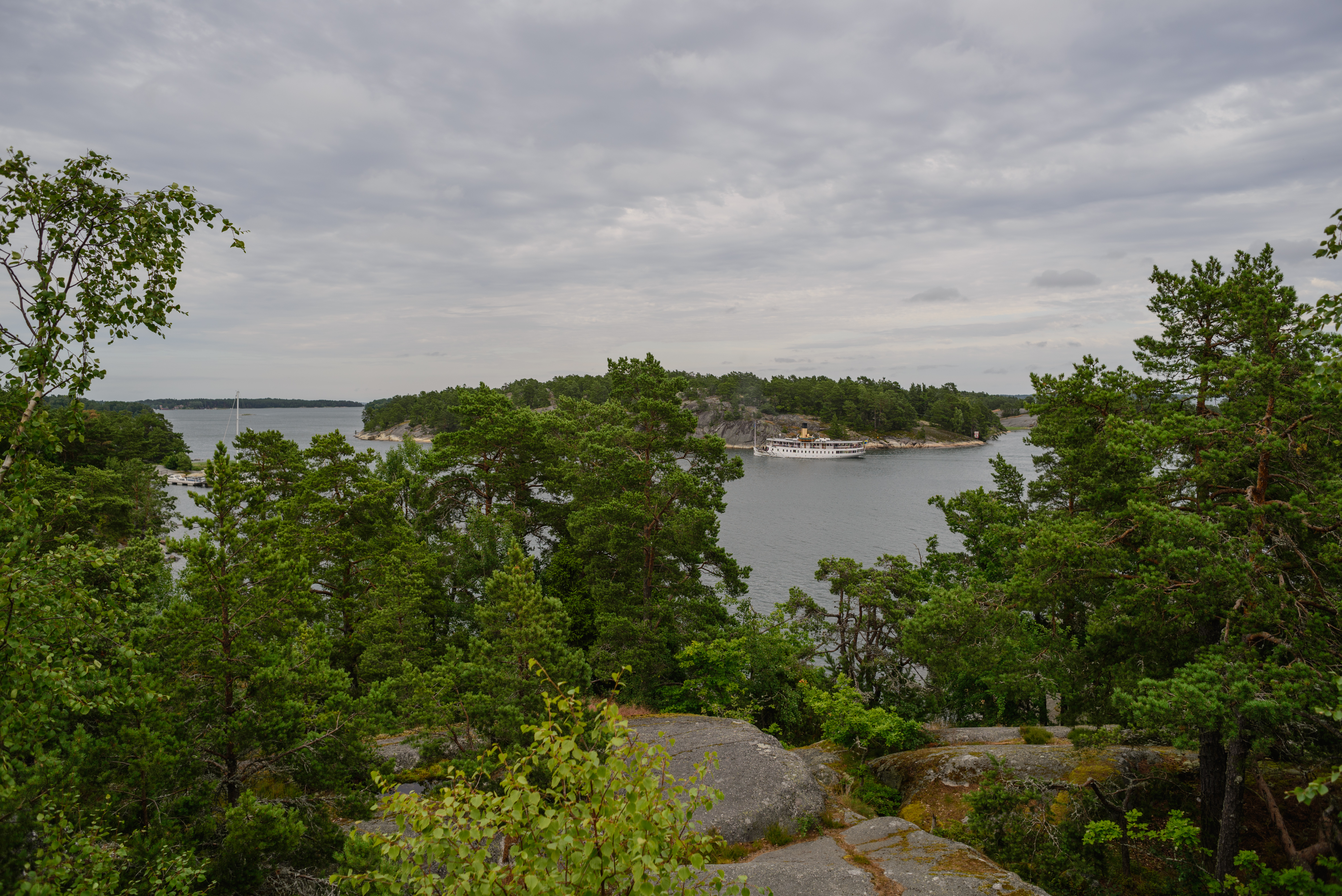
Vy från Vandrarhemmet mot busströmmen och S/S Blidösund.

Namnet Finnhamn har sitt ursprung i de finska segelskutor som på väg till eller från Stockholm via Husaröleden utnyttjade den väl skyddade naturhamnen vid Stora Jolpan. Ursprungligen var Finnhamn endast namnet på själva hamnen vid Stora Jolpan. Numera är Finnhamn ett samlingsnamn på en ögrupp bestående av Stora Jolpan, Lilla Jolpan samt Idholmen. Det stora huset på ön Finnhamns nordöstra sida, som idag fungerar som vandrarhem, uppfördes ursprungligen, omkring 1915, som sommarnöje av Wilhelm Rönström, handelsman i kol och koks. Arkitekt var Ernst Stenhammar. Högt uppe på utsiktsberget står sedan länge skorstenen till Wilhelm Rönströms lustjakt "Mavourneen", som ett landmärke för sjöfarare och som ett monument över en svunnen skärgårdsepok i början av 1900-talet då det blev populärt bland välbärgade Stockholmare att förvärva hela öar eller större landområden och uppföra påkostade sommarresidens ute i skärgården.1943 köptes Finnhamns ögrupp av Stockholms stad med avsikten att bevara området som "rekreationsreservatet" öppet för allmänheten, då en sommargård och en stugby byggdes för att kunna erbjuda sommarvistelse åt mindre bemedlade stockholmsfamiljer, på samma sätt som exempelvis på Grinda. Ett seglarläger för ungdomar fanns under 60-talet på Stora Jolpan, med några långedragsjullar och liknande små segelbåtar. 1998 övergick ögruppen Finnhamn till Skärgårdsstiftelsen. De privatägda jordbruken vid Finnhamn lades ner på 1940-talet, men den öppna landskapsbilden har bevarats genom slåtter och röjning av sly.

## Jordbruk på Idholmen
1999 återupptogs jordbruket på Idholmen i mindre skala, idag kallad Idholmens gård, där man bedriver ekologisk odling av grönsaker och blomodling. Gården håller ett hundratal höns som värper KRAV-märka ägg. På gården finns också en avelsbesättning med kor av rasen Aberdeen Angus, som trivs på de lite magrare markerna i skärgården. Under sommaren håller man också ett antal frigående grisar. Till gården hör en gårdsbutik där man säljer sina jordbruksprodukter. 

## Bilder

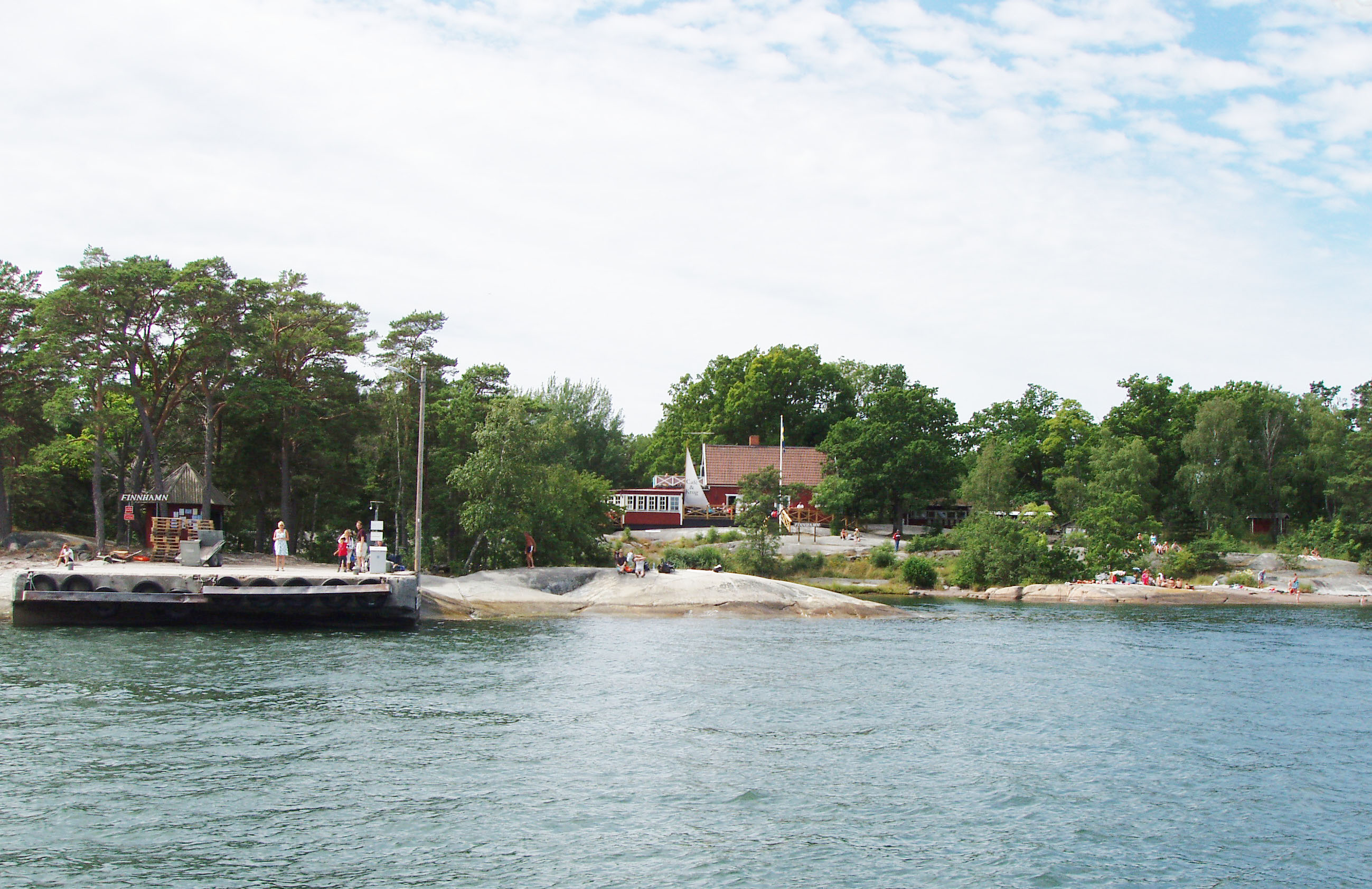
Huvudbryggan med Finnhamns Café & Krog. (Juli 2009.)
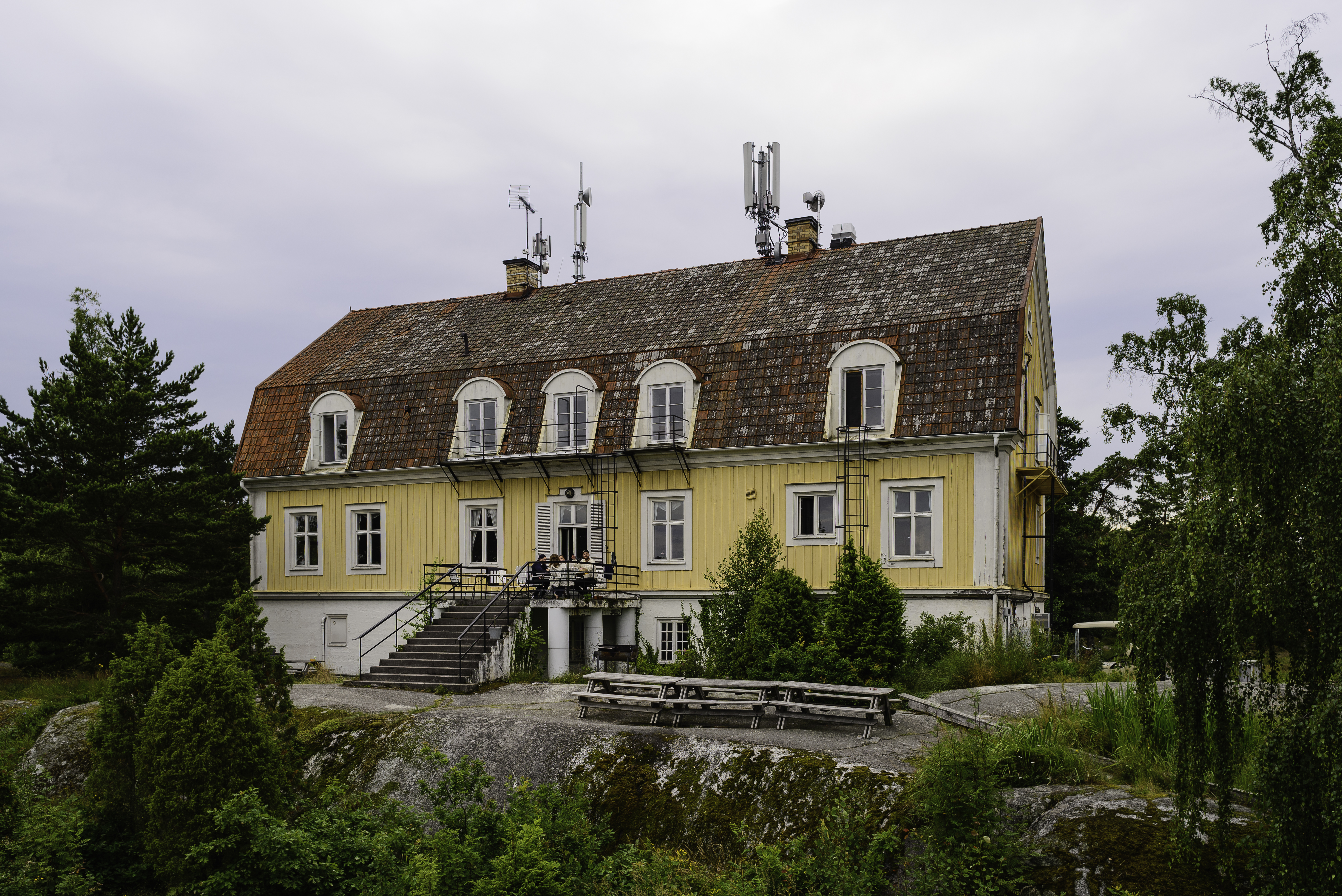
Finnhamns vandrarhem, uppfört 1915 som sommarnöje för kolhandlare Wilhelm Rönström. (Juli 2015.)
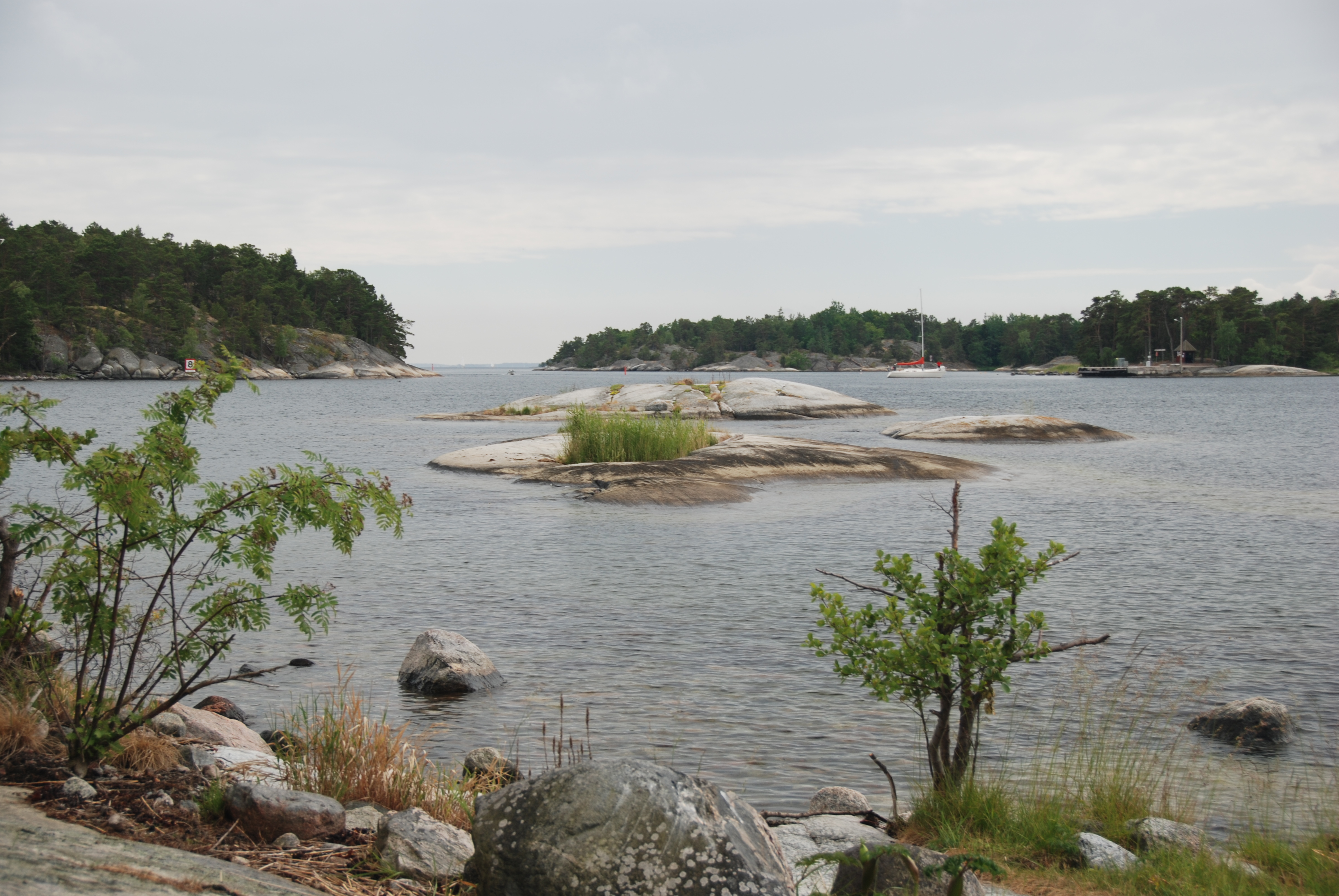
Busströmmen med Finnhamns brygga till höger fotad från Fjärdholmskobben.